# Río Sulaco
Río Sulaco är ett vattendrag i Honduras.   Det ligger i departementet Departamento de Yoro, i den västra delen av landet, 120 km nordväst om huvudstaden Tegucigalpa.